# Her Father's Station
Her Father's Station è un cortometraggio muto del 1917 diretto da Edwin Frazee.

## Trama
In una piccola stazione ferroviaria, la figlia dell'agente ha due innamorati, uno dei quali - il telegrafista - è un mascalzone che, venuto a sapere dell'arrivo di un carico d'oro, organizza un colpo insieme ad alcuni altri malviventi. La banda fa saltare la cassaforte, fuggendo con la refurtiva su un carrello ferroviario, inseguita dagli uomini di legge su una locomotiva.

## Produzione
Il film fu prodotto dalla Fox Film Corporation.

## Distribuzione
Distribuito dalla Fox Film Corporation, il film - un cortometraggio in due bobine - uscì nelle sale cinematografiche degli Stati Uniti il 5 marzo 1917.